# Juha Isolehto
Juha Isolehto (Kauhajoki, 6 de junho de 1968) é um atleta finlandês aposentado de salto em altura.